# Anatoli Kvachnine
Anatoli Vassilievitch Kvachnine (russe : Анатолий Васильевич Квашнин), né le 15 août 1946 à Oufa et décédé le 7 janvier 2022 à Moscou, est un officier militaire russe, qui est chef d'état-major général des forces armées russes de 1997 à 2004, date à laquelle il est démis de ses fonctions par le président Vladimir Poutine. 
Dans la période 2004-2010, il est le représentant plénipotentiaire du président de la Russie dans le district fédéral de Sibérie. Dans la période 2000-2010, il est le membre du Conseil de sécurité de Russie.
Il avait le grade militaire de général d'armée et le grade civil de conseiller d'État effectif de la fédération de Russie de 1re classe.